# Залкинд, Семён Ильич
Семён Ильич Залкинд (1879—1940) — революционер, советский партийный и государственный деятель.

## Биография
Родился в 1879 году в Риге в семье служащих. 
Окончил двухклассное начальное училище и обучался в реальном училище в Риге, откуда был отчислен за участие в нелегальном революционном кружке. Участвовал в революционном движении с семнадцати лет, член РСДРП с 1903 года. Партийные псевдонимы — Фаддей, Клара. Несколько раз арестовывался — в Риге (1897), Нижнем Тагиле (1904), Екатеринбурге (1906), Нижнем Новгороде (1907).
В 1900—1901 годах Залкинд работал в Петербургском комитете РСДРП, откуда под угрозой ареста бежал за границу и работал в заграничной Лиге революционных социал-демократов в Париже. В 1903—1906 годах участвовал в подпольной деятельности на Урале — в Екатеринбурге, Перми, Нижнем Тагиле — был членом Средне-Уральского комитета РСДРП, уполномоченным Уральского комитета в Нижне-Тагильском округе, членом Пермского комитета РСДРП, секретарём Екатеринбургского социал-демократического комитета. Встречался с Я. М. Свердловым. В августе 1906 года был сослан в Самару, откуда в ноябре этого же года бежал в Нижний Новгород.
В 1909—1912 Семён Залкинд находился в эмиграции в Швейцарии, Франции и Германии. В 1912—1914 вел революционную работу в Прибалтийском крае. После Октябрьской революции работал на партийных и государственных должностях в Нижегородской губернии (до 1918 года) и в Москве (с мая 1918 года). В 1923 году был заведующим партийно-политическим отделом в Историко-революционном музее; с мая 1924 года — заведующий 2-м отделением Госархива, с мая 1925 по 1926 год работал в Архиве революции и внешней политики. 
В 1926—1927 годах был руководителем пропагандистской группы ЦК ВКП(б) на Урале и в Брянске. В 1928—1932 годах работал на кафедре Коммунистического университета трудящихся Востока, был доцентом в Международной ленинской школе, институте им. Калинина и 1-м МГУ. 
С 1932 года С. И. Залкинд был персональным пенсионером. Умер в 1940 году.
Является автором очерка «ИЗ ВОСПОМИНАНИЙ ОБ УРАЛЕ», журнал «Пролетарская революция», 1923, № 4 (16).